# フラック・アタック
『フラック・アタック』（FLAK ATTACK、海外タイトル：MX5000）は、1987年にコナミ（後・コナミアミューズメント）から発売されたアーケードゲームの縦スクロールシューティングゲームである。"Flak Attack"は英語で「高射砲撃」を表す。したがって「フラッグアタック」は誤り。家庭用ゲーム機には長らく移植されなかったが、PS4とNintendo Switchのアーケードアーカイブスにて配信がなされた。このアーケードアーカイブス版は、タイトル画面でコナミコマンドを入力することにより、海外版『MX5000』をプレイする事ができる。
同社の『A-JAX』と同時期の作品だが、同作よりもボンバーなど派手な演出に欠けたこと、コナミ矩形波倶楽部によるBGMのアレンジが発表される機会が少なかったことなどから比較的マイナーな作品となっている。

## 概要
プレイヤーはラフアニス国の最新鋭戦闘機「MX5000」に乗り、世界制覇を目論むテザリス帝国の巨大中枢コンピューター「Zeda-X」を破壊することを目指す。
全10面構成だが、6面から10面は1面から5面までと同じ面構成なので、実質的には全5面の2周エンドとなる。各面の最初、ボス戦前などでは無線の演出も挿入される。

## 内容
操作を1レバーとそれぞれ対空ショット用、対地ショット用の2ボタンを使って行う。対空ショットは連射可能だが、対地ショットは一度に1発ずつしか撃てない。
本作のパワーアップアイテムは他のシューティングのようにアイテムキャリアなど特定の敵を破壊するのではなく、一定量の敵を倒すことで出現する（スピードアップアイテム除く）。画面上部にある"PLANE","TANK"という2つのゲージをそれぞれ空中の敵、地上の敵を倒すことにより溜め、それが一杯になるとパワーアップアイテムが出現し、それを取ることでパワーアップする。パワーアップは対空が2連装バルカン→レーザー→ツインレーザー、対地が前方向のみ→3方向→5方向のそれぞれ3段階（初期状態含む）となっている。
本作はボス戦までの道中は通常の縦スクロールシューティングとして進行するが、ボス戦では自機が小さくなり（低空飛行状態を表している）、さらに全方位に方向転換および攻撃が可能になるなど同社の『タイムパイロット』に近いプレイ方法となる。

## BGM
本作のBGM作曲者は「きんごろう」こと小倉努で、CD『KONAMI GAME MUSIC COLLECTION Vol.0』にBGMが収録されている。同CD付属ブックレットには山下章により書かれた、本作のBGMを録音しようと機材を持ってゲームセンターを訪れた少年に対し、その店のオーナーが録音に便利な改造など手助けを行うという内容の文章が掲載されている。本作BGMについては山下により「マニアの間で伝説的に語られてきた名曲」と述べられている。なお、同CDでは本作の曲は実際の面の長さよりも短時間しか収録されておらず、特に2面のBGMは1ループせずに終了するため未収録の部分がある。
また、本作の5面BGMは『餓流禍』の1面BGMとしてアレンジして使用された。さらに1面のBGMは『セクシーパロディウス』のスペシャルステージのミニモアイ戦艦パートでのBGMとしても用いられている。
2011年9月22日にコナミスタイル限定で発売されたCDBOX『KONAMI SHOOTING COLLECTION』では、フラック・アタックの全曲が1ループ以上収録されており、前述の2面BGM未収録部分があった問題も解消されている。同CDBOXには餓流禍1面BGMも特別収録されている。

## 他機種版
| No. | タイトル           | 発売日        | 対応機種        | 開発元                           | 発売元                           | メディア                              | 型式 | 売上本数 | 備考 |
| --- | ------------------ | ------------- | --------------- | -------------------------------- | -------------------------------- | ------------------------------------- | ---- | -------- | ---- |
| 1   | フラック・アタック | 2010年9月15日 | Xbox 360        | コナミデジタルエンタテインメント | コナミデジタルエンタテインメント | ダウンロード (Game Room)              | -    | -        |      |
| 2   | フラック・アタック | 2016年3月25日 | PlayStation 4   | コナミデジタルエンタテインメント | ハムスター                       | ダウンロード (アーケードアーカイブス) | -    | -        |      |
| 3   | フラック・アタック | 2020年4月9日  | Nintendo Switch | コナミデジタルエンタテインメント | ハムスター                       | ダウンロード (アーケードアーカイブス) | -    | -        |      |